# Helen Gaskell
Pour les articles homonymes, voir Gaskell.
Helen Gaskell née le 16 janvier 1983, est une ancienne coureuse cycliste britannique, spécialiste de la descente en VTT.

## Palmarès en VTT

### Championnats du monde
- Åre 1999
  -  Médaillée de bronze de la descente juniors
- Sierra Nevada 2000
  -  Médaillée d'argent de la descente juniors
- Vail 2001
  -  Médaillée de bronze de la descente juniors
- Livigno 2005
  - 8e de la descente
- Fort William 2007
  - 7e de la descente

### Coupe du monde
- Coupe du monde de descente
  - 6e en 2004
  - 6e en 2005
  - 5e en 2006
  - 8e en 2007

### Championnats d'Europe
- 2001
  - 8e aux championnats d'Europe de descente
- 2003
  - 4e aux championnats d'Europe de descente
  - 5e aux championnats d'Europe de four cross
- 2004
  - 8e aux championnats d'Europe de descente
- 2006
  -  Médaillée de bronze de la descente

### Championnat de Grande-Bretagne
- 2002
  - 2e aux championnats de Grande-Bretagne de descente
- 2003
  -  Championne de Grande-Bretagne de descente
- 2005
  - 2e aux championnats de Grande-Bretagne de descente
- 2006
  - 3e aux championnats de Grande-Bretagne de descente
- 2007
  - 2e aux championnats de Grande-Bretagne de descente
- 2008
  - 2e aux championnats de Grande-Bretagne de descente
- 2009
  - 2e aux championnats de Grande-Bretagne de descente
- 2010
  - 3e aux championnats de Grande-Bretagne de descente

### Autres
- 2003
  - 2e de Todtnau - descente
- 2004
  - 3e de Fort William - descente (coupe du monde)
- 2006
  - 3e de Lisbonne Down Town - descente